# Persatuan
Persatuan is een bestuurslaag in het regentschap Asahan van de provincie Noord-Sumatra, Indonesië. Persatuan telt 3389 inwoners (volkstelling 2010).